# 定形衛
定形 衛（さだかた まもる、1953年 - ）は、日本の国際政治学者。名古屋経済大学特任教授。専門は東欧政治史。

## 略歴
- 1977年　埼玉大学教養学部教養学科国際関係論コース卒業
- 1980年　金沢大学大学院法学研究科修士課程修了
- 1985年　神戸大学大学院法学研究科博士後期課程単位取得満期退学
- 1985年　大分大学経済学部助教授
- 1990年　金沢大学法学部助教授
- 1995年　金沢大学法学部教授
- 1998年　名古屋大学法学部教授
- 2019年　名古屋経済大学法学部特任教授

## 在外研究
- 1980年　ベオグラード大学政治学部（-1982年）
- 1986年　ブルガリア科学アカデミー歴史研究所（-1987年）
- 1993年　ザグレブ大学政治学部（-1994年）

## 著作

### 単著
- 『非同盟外交とユーゴスラヴィアの終焉』（風行社, 1994年）

### 共編著
- （初瀬龍平・月村太郎）『国際関係論のパラダイム』（有信堂高文社, 2001年）

### 訳書
- エドヴァルド・カルデリ『民族と国際関係の理論』（ミネルヴァ書房, 1986年）

## 論文
- 「旧ユーゴスラヴィアにみる『暴力と利益』の国際政治」（『名古屋大學法政論集』 255, 199-229, 2014）
- 「献呈の辞」（松浦好治教授退職記念論文集）定形衛・増田知子・宇田川幸則・佐野智也（『名古屋大學法政論集』 250, iii-vi, 2013）
- 「旧ユーゴスラヴィアと境界線問題の諸相」（佐分晴夫教授退職記念論文集）（『名古屋大學法政論集』 245, 383-408, 2012）
- 「東アジア地域主義の可能性と日本外交」（『名古屋大學法政論集』 239, 203-225, 2011）
- 「吉川元著『国際安全保障論 -戦争と平和、そして人間の安全保障の軌跡』」（『国際法外交雑誌』 107(3), 449-453, 2008）
- 「旧ユーゴ紛争とディアスポラ問題  -クロアチアとコソヴォを事例に」（加藤久和教授退職記念論文集）（『名古屋大學法政論集』 224, 207-237, 2008）
- 「旧ユーゴ紛争と平和構築の課題」（『国際問題』  International affairs (564), 34-42, 2007）
- 「ユーゴにおける「介入」の変遷と国家の統合・解体」（『研究論集』,河合文化教育研究所編, 3, 123-134, 2006）
- 「ユーゴスラヴィア民族紛争とチトー主義再考」（『アソシエ』,アソシエ編集委員会編,御茶の水書房, 16, 54-63, 2005）
- 「コソヴォのNATO空爆と人道的介入」（『名古屋大学法政論集』,名古屋大学大学院法学研究科編, 202, 353-386, 2004）
- 「旧ユーゴスラヴィア終焉の諸相―連邦・民族・国際社会」（『国際問題』,日本国際問題研究所, 496, 2-14, 2001）
- 「60年代ユーゴスラヴィアの内政と外交」（『国際政治』,日本国際政治学会, 126, 102-116, 2001）
- 「コソヴォ紛争とNATO空爆」（『国際問題』,日本国際問題研究所, 483, 27-40, 2000）
- 「「チトー主義」の崩壊とその意味―コソヴォ問題とミロシェヴィチの登場を中心に」（『ロシア研究』,日本国際問題研究所, 29, 23-27, 1999）
- 「コソヴォ危機と50年目のNATO」（『法律時報』,日本評論社, 71(9), 24-28, 1999）
- 「一九九〇年のクロアチア複数政党選挙の一考察」（『金沢法学』,金沢大学法学部, 40(2), 35-64, 1998）
- 「ユーゴスラヴィア非同盟外交の理論とその変遷」（『金沢法学』,金沢大学法学部, 36(1-2), 79-127, 1994）
- 「戦後国際政治の変動と非同盟運動」（『金沢法学』,金沢大学法学部, 34(1), 125-149, 1992）
- 「社会主義連邦国家の国家主権問題―ユーゴスラヴィアの対ソ外交と党・国家関係」（『国際政治』,日本国際政治学会, 101, 57-71, 8, 1992）
- 「アジア・アフリカ連帯運動と中ソ論争―アジア・アフリカ会議と非同盟会議のはざまで（一九六四～六五年）」（『国際政治』,日本国際政治学会, 95, 115-130, 12-13, 1990）
- 「国際化時代の地域外交―大分県の事例を中心にして」（『大分大学経済研究所研究所報』,大分大学経済研究所, 23, 75-124, 1989）
- 「国際共産主義運動と非同盟外交―ユーゴの対ソ連、中国外交（1977-78年）」（『大分大学経済論集』,大分大学経済学会, 40(4-5), 227-240, 1989）
- 「80年代のユーゴスラヴィア外交」（『大分大学経済論集』,大分大学経済学会, 40(3), 101-119, 1988）
- 「「バルカン化」についての覚書-1-バルカン戦争（1912～13年）を中心に」（『大分大学経済論集』,大分大学経済学会, 39(6), 136-147, 1988）
- Small-State Security in the Balkans/Aurel Braun(1983)（『季刊国際政治』,日本国際政治学会, 84, 167-171, 1987）
- 「ユーゴスラヴィア―民族問題と非同盟外交」（『国際政治』,日本国際政治学会, 86, 54-67, 9, 1987）
- 「アジア・アフリカ「精神」とユーゴ非同盟外交―「バンドン」から「ブリオニ」へ」（『大分大学経済論集』,大分大学経済学会, 38(3), 51-68, 1986）
- 「試練に立つ非同盟運動」（『大分大学経済論集』,大分大学経済学会, 38(1), 50-71, 1986）
- 「コソヴォ問題についての覚書」（『大分大学経済論集』,大分大学経済学会, 37(4-5), 315-330, 1986）
- 「ポスト・チトーとユーゴ非同盟外交」（『大分大学経済論集』,大分大学経済学会, 37(3), 42-62, 1985）
- 「非同盟とヨーロッパ：デタント期のユーゴ非同盟外交」（『六甲台論集』,神戸大学, 31(4), 128-144, 1985）
- 「非同盟と中立―ユーゴスラヴィアにおける研究を中心にして」（『国際法外交雑誌』,国際法学会, 83(3), 310-329, 1984）
- 「「積極的平和共存」についての一考察：ユーゴ非同盟外交の萌芽」（『六甲台論集』,神戸大学, 31(1), 82-93, 1984）
- 「ユーゴスラヴィアにおける非同盟研究の動向（研究ノート）（国際政治の理論と実証）」（『季刊国際政治』,日本国際政治学会, 74, 154-166, 1983）
- 「ユーゴ非同盟外交の論理」（『六甲台論集』,神戸大学, 30(1), 31-48, 1983）
- 「非同盟運動の軌跡（岐路に立つ非同盟運動＜焦点＞）」（『国際問題』,日本国際問題研究所, 245, 19-39, 1980）